# بريمو زامباريني
بريمو زامباريني (بالإيطالية: Primo Zamparini)‏ (مواليد 9 فبراير 1939) هو ملاكم إيطالي، مثّل بلاده في الألعاب الأولمبية الصيفية 1960 وحقق الميدالية الفضية في فئة وزن البانتام.

## روابط خارجية
بريمو زامباريني على موقع بوكس ريك (الإنجليزية) (registration required)
- بريمو زامباريني على موقع أوليمبيديا (الإنجليزية)
- بريمو زامباريني على موقع اللجنة الأولمبية الإيطالية (الإيطالية)